# China's Little Devils
China's Little Devils (bra: Tormento na China) é um filme estadunidense de 1945, dos gêneros drama e guerra, dirigido por Monta Bell e estrelado por Harry Carey e Paul Kelly.